# The Best of Tanita Tikaram
The Best of Tanita Tikaram è un album di raccolta della cantante britannica Tanita Tikaram, pubblicato nel 1996.

## Tracce
1. Twist in My Sobriety
2. Cathedral Song
3. World Outside Your Window
4. Good Tradition
5. Love Don't Need No Tyranny
6. Little Sister Leaving Town
7. Only The Ones We Love
8. You Make the Whole World Cry
9. Trouble
10. Wonderful Shadow
11. Men & Women
12. I Might Be Crying
13. Happy Taxi
14. My Love Tonight
15. Lovers in the City
16. And I Think of You - E penso a te
17. Twist in My Sobriety (Tikaramp radio)